# 內灣線
內灣線是一條由臺灣鐵路公司所經營並橫跨新竹市與新竹縣的鐵路支線。內灣線最初興建目的為水泥業及林產開發，並兼辦客運；後來為了能讓電聯車經由新建的六家線通往高鐵新竹站與配合台鐵捷運化政策，所以在2007年至2011年之間新竹到竹中段進行了高架電氣化與設施升級。改線後內灣線前後段的風景及樣貌已有很大的差異，其中前段新竹－竹中之間為電氣化且短站距的高架捷運化路線、後段的竹中－內灣則保持原本非電氣化傳統鐵路支線的營運。

## 路線資料
- 經營管轄：臺灣鐵路公司
- 路線距離：新竹－內灣間27.9公里
- 軌距：1,067毫米
- 路線道床形式：道渣式軌道（竹東隧道內為板式無道渣式道床）
- 車站數：14（含起訖車站及1個貨運車站；2011年11月）
- 開業時間：1951年9月11日全線開通
- 施工完成後車站數：14（含起訖車站及1個貨運車站）
- 服務類型：客運
- 雙線區間：新竹－竹中
- 電化區間：新竹－竹中（單相交流電25,000V、60Hz）
- 最高速度：
  - 新竹－竹中間：90公里/小時
  - 竹中－九讚頭間：70公里/小時
  - 九讚頭－內灣間：50公里/小時

## 歷史

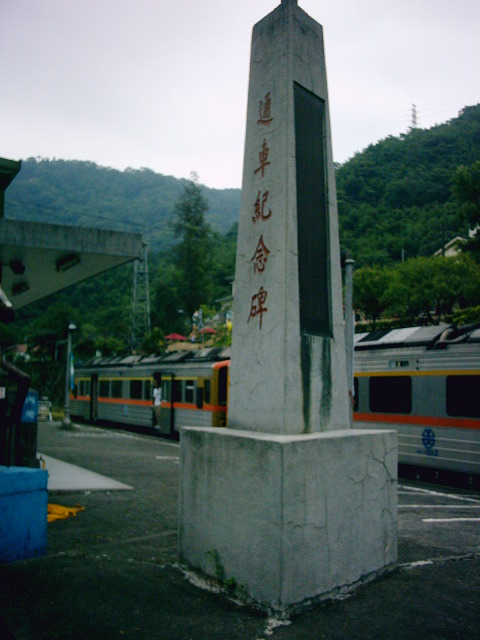
內灣車站內的通車紀念碑

於日治末期時日本政府發現新竹內山地區有豐富的天然資源，因此當時台灣總督府命令台電公司興建竹東支線鐵路以利開發當地資源，內灣線於1944年開始動工，但隨即因爆發二次大戰時資金不足而告中止，直到日本戰敗時仍未復工。戰後地方政府與地方仕紳為促進新竹地區發展向接管台灣的台灣省行政長官公署爭取繼續興建新竹至竹東間竹東支線。長官公署考量開發竹東及內山林產、矽砂、石灰石礦等資源而同意興建，為台灣戰後第一條興建的支線鐵路，於1947年通車。二二八事變後長官公署改制台灣省政府。為繼續開採內山煤礦，省政府繼續興建竹東至內灣間的路線並且提升路線標準；並於1950年12月27日延伸至十分寮（合興）。於1951年9月11日全線完工，定名為內灣線。當時曾一度研議繼續延伸至尖石鄉嘉樂村，但未實施。
於2007～2011年間為配合高鐵新竹站聯外交通計畫，興建自竹中車站與本路線分歧的六家線；為了讓六家線的電氣化列車可行駛至位於市區的新竹車站，因此將本路線的新竹~竹中段進行高架雙軌電氣化工程，使六家線列車可與內灣線的新竹~竹中段進行直通運轉，開行新竹車站~六家往返由通勤電車（EMU600型或EMU500型1組4輛行駛）所運行的區間車，並且新設3座通勤車站。本工程已於2011年完工，有效提升新竹市區往返新竹高鐵站的便利性。
自2020年12月23日南迴鐵路全線電氣化完工通車後，內灣線成為台鐵所有營運路線中唯一同時擁有電氣化及非電氣化區間的鐵道路線。

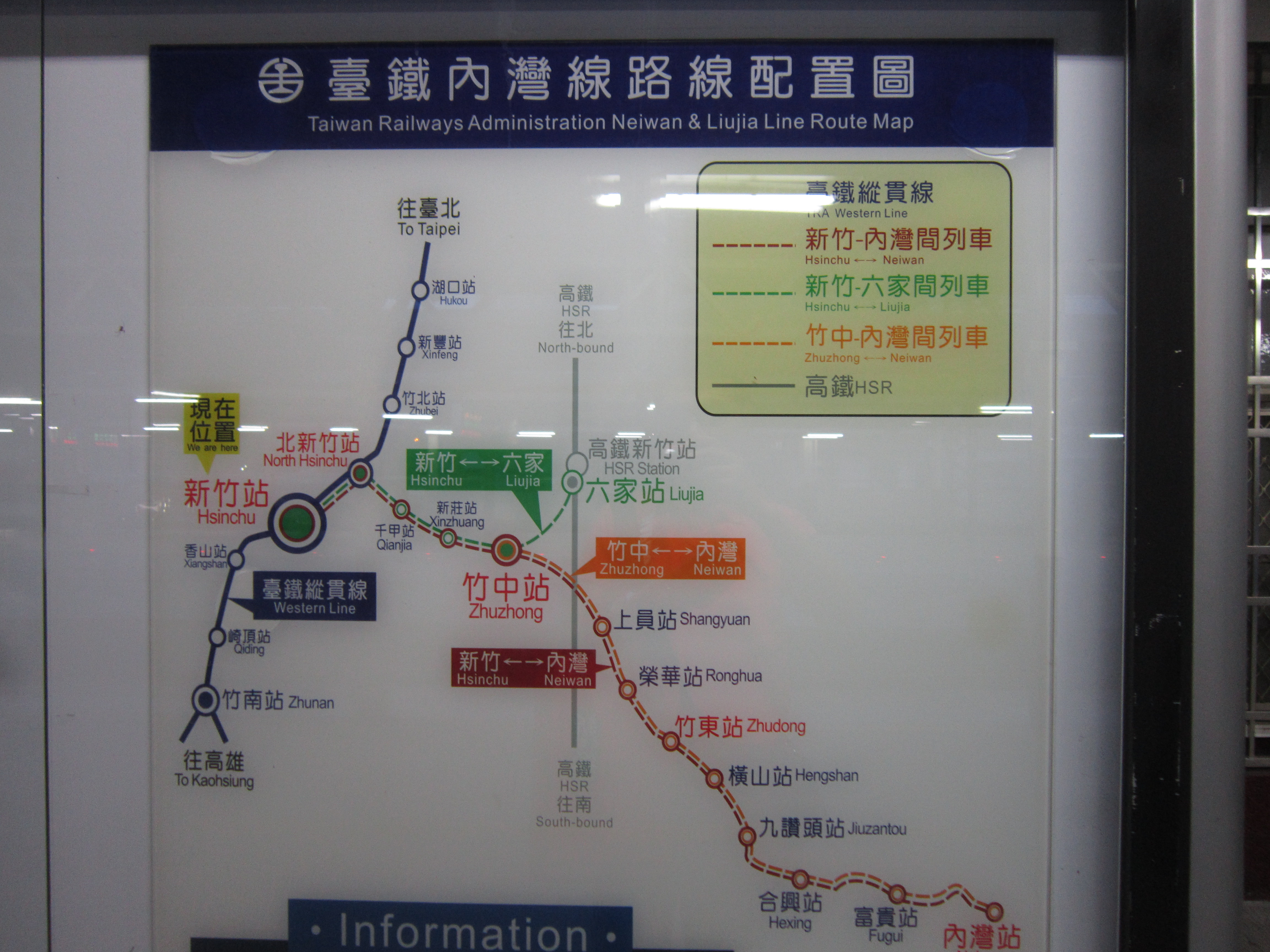
台鐵內灣線（含六家線）路線圖

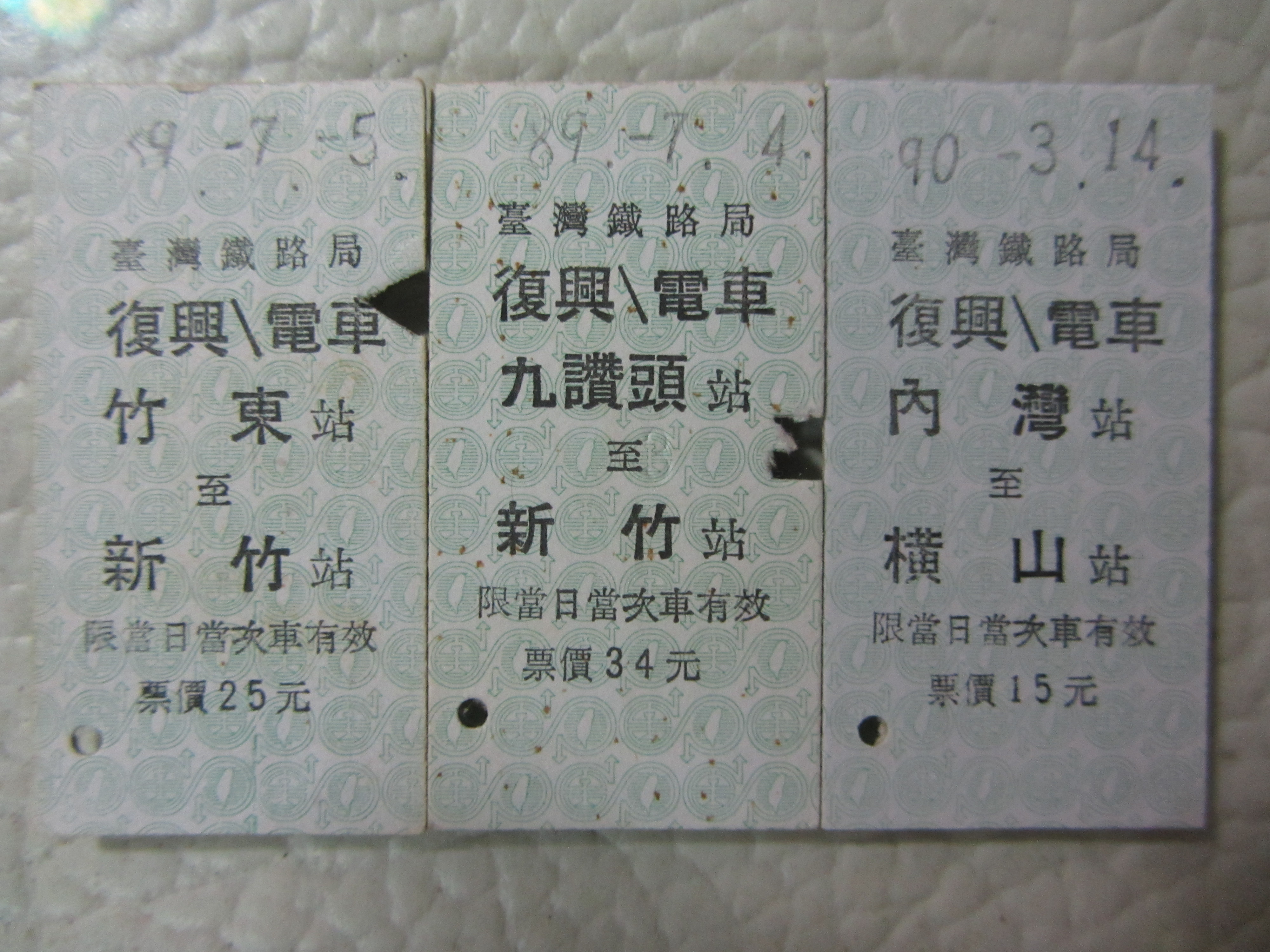
內灣線名片式車票

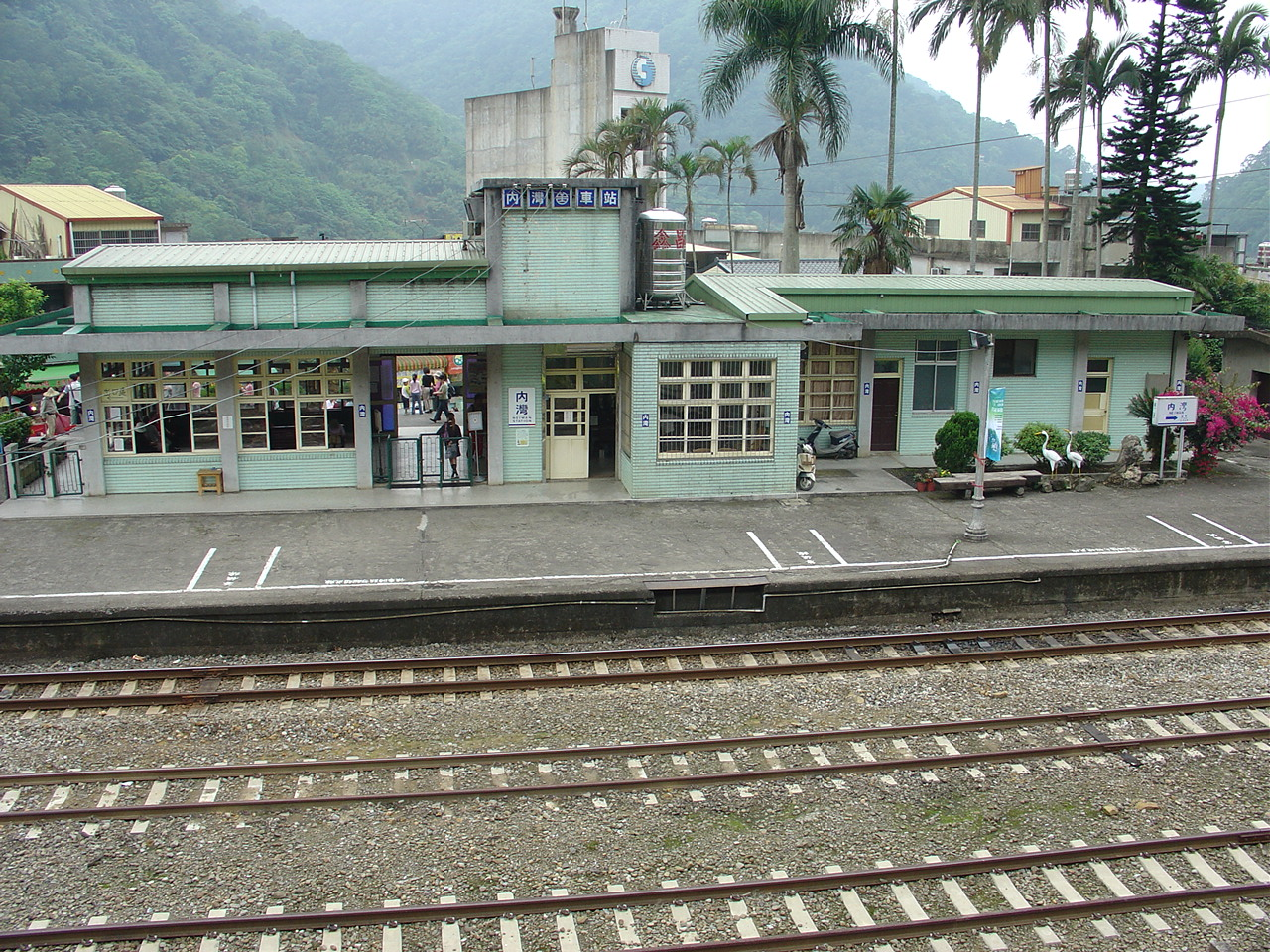
內灣車站俯視

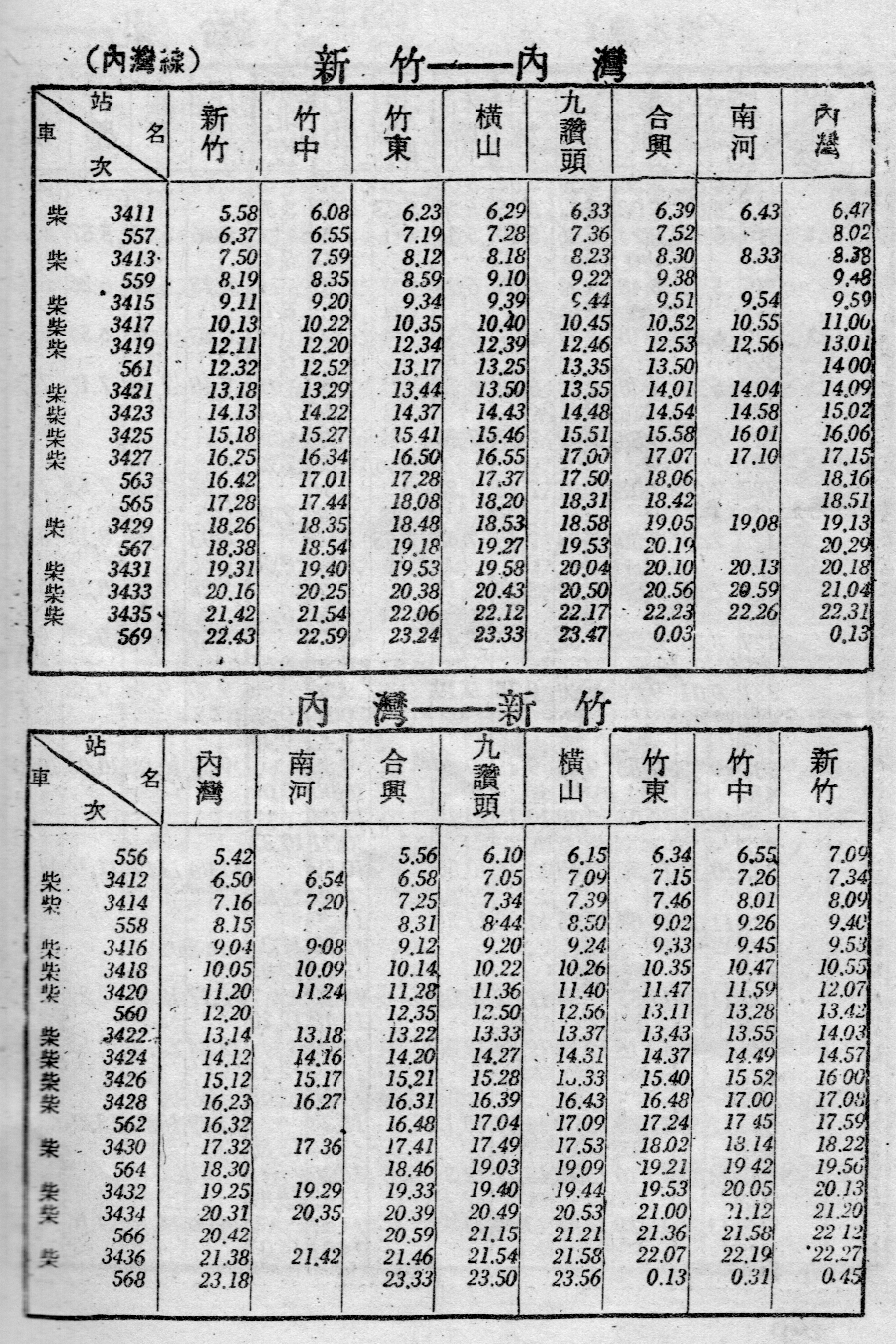
內灣線1967年的旅客時刻表

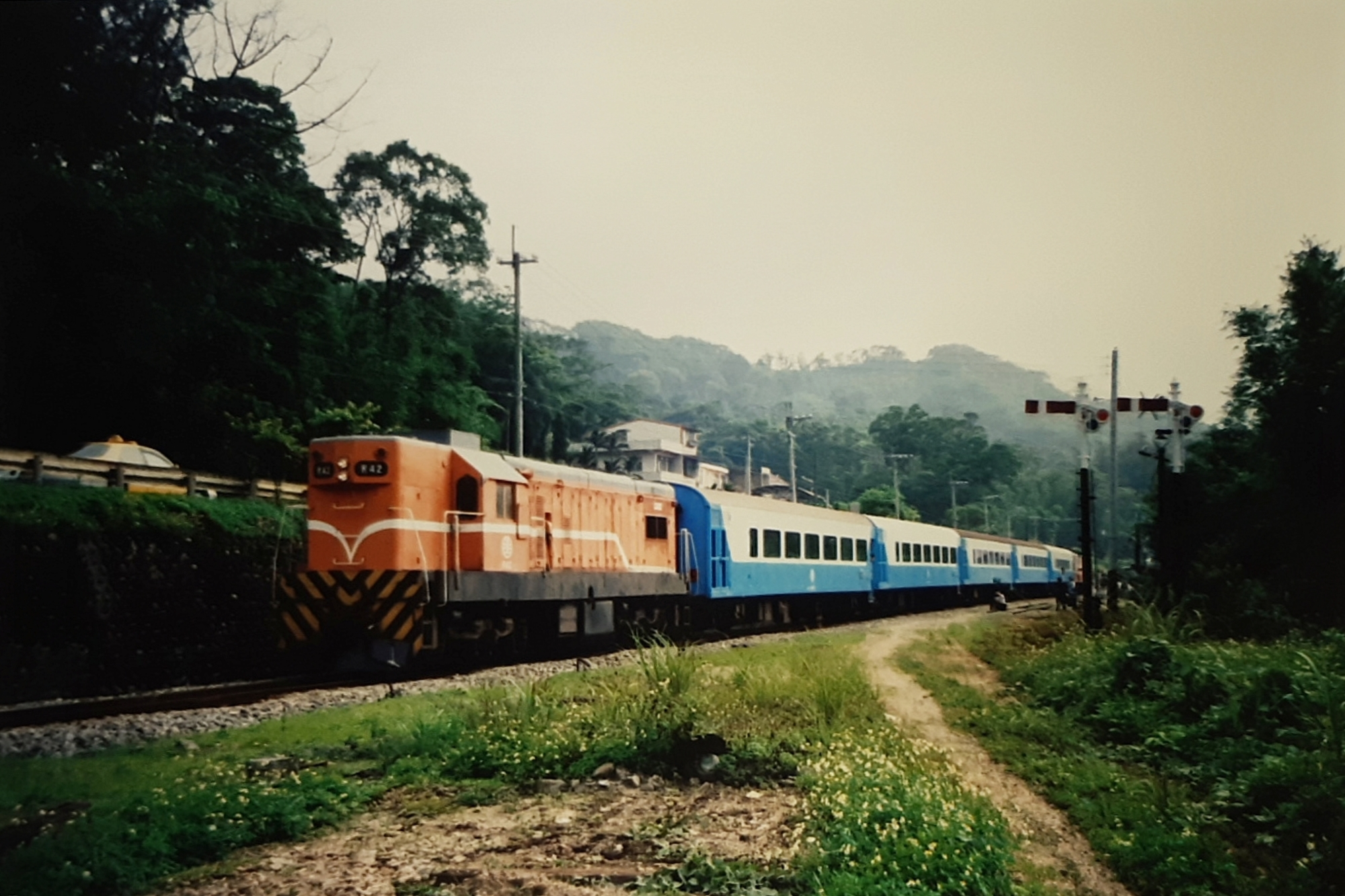
松山~內灣間直通復興號開行期間，行經合興車站的復興號列車

## 活動紀錄
- 1990年
  - 11月4日：為配合日本鐵道迷馬瀬道雄發起的關懷身障兒童活動，以當年最新引進的DR3000型柴聯車1組3輛擔任台北直通內灣的活動專車。
- 1994年
  - 8月8日：道格颱風將上坪溪竹東大橋的橋墩、地基沖毀。凌晨約4:30時，一列貨運列車行經竹東大橋時橋面斷裂，機車頭成功衝過橋面，但列車中段五輛煤斗車掉落河裡，徒留後段兩節煤斗車與一輛守車於橋面上。事故無人傷亡。[5]
- 1995年
  - 5月21日：為配合「內灣線的故事」文藝季活動，以DR2800型柴聯車2組6輛作為活動專車。
- 2003年
  - 9月13日：逢假日加開松山－新竹 - 內灣的復興號直達列車（第127、130次）及新竹－內灣的復興號（第128、129次）。
- 2006年
  - 5月28日：原本逢假日運行於松山－新竹－內灣的復興號直通列車，於6月1日改點前最後一次行駛。
  - 6月3日：為慶祝台中車站101歲生日，鐵路迷特別包租原本行駛於高雄臨港線的嘟嘟列車，由臺中開往內灣。
  - 11月25日：高鐵新竹站聯外軌道運輸系統（六家線）於竹中車站正式動工。
- 2007年
  - 2月28日：鐵路迷特別包租寶島之星的頂級商務客車，由台中開往內灣。
  - 3月1日：為配合六家線連接改建工程，停駛新竹－竹東之間，改由新竹客運負責公路接駁[6][7]。
- 2011年
  - 11月11日：恢復全線通車，首航當日以蒸汽火車頭DT668作為配合「新竹內灣支線」重新復駛路線上的火車頭，並開始免費試乘[8]。
  - 11月25日：免費乘車活動結束。
  - 12月28日：配合高鐵新竹站及台鐵新竹站轉乘時間，更新時刻表。
- 2012年
  - 4月25日：因通勤、通學需求大增，於每週一至週五的上、下午尖峰時間，於新竹－九讚頭間，往返各加開一班區間車，每日共增4班。
  - 11月10日：內灣線特種電氣路牌（竹東－內灣間）使用終止，全面進入中央行車控制。
  - 11月13日：啟動自動號誌設施，原已使用長達50年的機械式臂木號誌機走入歷史[9]。
- 2015年
  - 9月4日：與日本長良川鐵道越美南線締結姊妹鐵道[10]。
- 2017年
  - 4月5日：內灣車站增設轉車盤及觀賞步道。[11]
- 2018年
  - 8月4日：交通大學鐵道社包租台鐵R187號柴電機車牽引台鐵冷氣平快客車專車進入內灣線，此為台鐵R180型柴電機車首次行駛內灣線。
- 2019年
  - 10月19日~12月15日：配合「2019浪漫台三線藝術季」舉辦「內灣線鐵道美術館」策展活動而推出4節新彩繪車廂「山歌列車」行駛本路線，並邀集23位藝術家與在地民眾創作展出25件作品，將竹東到內灣沿線的6個車站都化身為鐵道美術館；另外於竹東、合興、內灣三站還有音樂展演活動，獲得熱烈迴響。[12] [13]
- 2020年
  - 1月16日：內灣線合興站與日本若櫻站締結姊妹車站[14]
- 2021年
  - 1月25日（跨次日）：配合新研發的行車控制4.0系統試車，於深夜路線封鎖時間開行數次往返的TEMU1000型太魯閣號列車（TEMU1011+1012編組）由新竹自力行駛至竹中站，配合測試需要於千甲~新莊間行車速度更達到了129km/hr，此為台鐵傾斜式電聯車首次進入內灣線行駛的紀錄。[15] [16]。
- 2022年
  - 6 ~ 8月：配合行車控制4.0系統試車，於6月至8月間數日深夜時間帶由EMU800型電聯車（EMU811+812及EMU823+824編組）行駛新竹~竹中~六家間數次往返擔任系統測試列車，並於8月22日中午時間開行由EMU823+824編組測試成果列車，搭載各台鐵高層人員及專家由新竹站前往六家站；此數次測試成為EMU800型電聯車首次進入內灣及六家線行駛的紀錄。[17]

## 營運概況
由於內灣線沿途產業眾多，林業、石灰業、水泥業曾為主要貨運收入來源。隨著前往內灣觀看螢火蟲、體驗客家文化、前往內灣附近山區登山的旅遊風潮興起，加上從竹東地區到新竹市區的通勤旅客大增，使得載客量又更加提升。
自2011年以來因配合六家線的銜接，內灣線的新竹~竹中段更擔綱起新竹市區至高鐵新竹站的接駁任務，加上新設置北新竹、千甲、新莊等通勤車站附近重劃區居住及就業人口增加，讓利用內灣線通勤的旅客越來越多，所以使得本路線成為台鐵所有支線中旅客輸送人數及營收最高的路線。

## 運行形態

### 新竹－竹中間
本路段為雙線電氣化區間，列車班次大約每30分鐘一班；在此路段運行辦理載客的列車大多為由電聯車行駛的新竹~竹中~六家的六家線往返直通運轉區間車，若要前往竹中~內灣間各站的旅客需在竹中站換乘往內灣方向的列車。
另外由於本路段於早晨、傍晚及夜間通勤繁忙時間帶的旅客眾多，所以於此時段部分僅往返於內灣線非電氣化區間的列車會延長行駛至新竹站到開（由DR1000柴油客車行駛），並於此路段各站停車辦理載客，以增加本路段的列車班次，提升運量。

### 竹中－內灣間
本路段為單線非電氣化區間，列車班次大約每一小時一班；在此路段所有車次均為由DR1000柴油客車所運行，此路段的列車大部分都在竹中~內灣間往返行駛，如需前往新竹方向的旅客需在竹中站換車，僅有早晨、傍晚及夜間等通勤時段的部分車次會從內灣直接開往新竹或從新竹開往內灣（1844次只行駛至竹東為止），並於新竹~竹中間各站辦理載客。

## 使用車輛
內灣線詳細列車運用詳情可點選下方主條目連結來觀看

### 概要
內灣線當初興建時就以幹線的路線標準及淨空來施工建造，因此本路線當時均以幹線用大型柴電機車作為貨物列車或客車的牽引機車，在DR1000型柴油客車引進前也使用幹線使用的普通客車做客運列車編組。另外因路線標準高的緣故，因此DR2800、DR2900、DR3000型幹線自強號柴聯車都有因活動包車進入內灣線行駛的紀錄。目前本路線僅運行區間車，但仍會不定時配合活動及運用需要開行蒸氣機車以及柴電機車牽引的客車/貨車編組、或行駛自強號柴聯車編組。。

### 目前使用車輛（2023年9月1日起）
- 電聯車

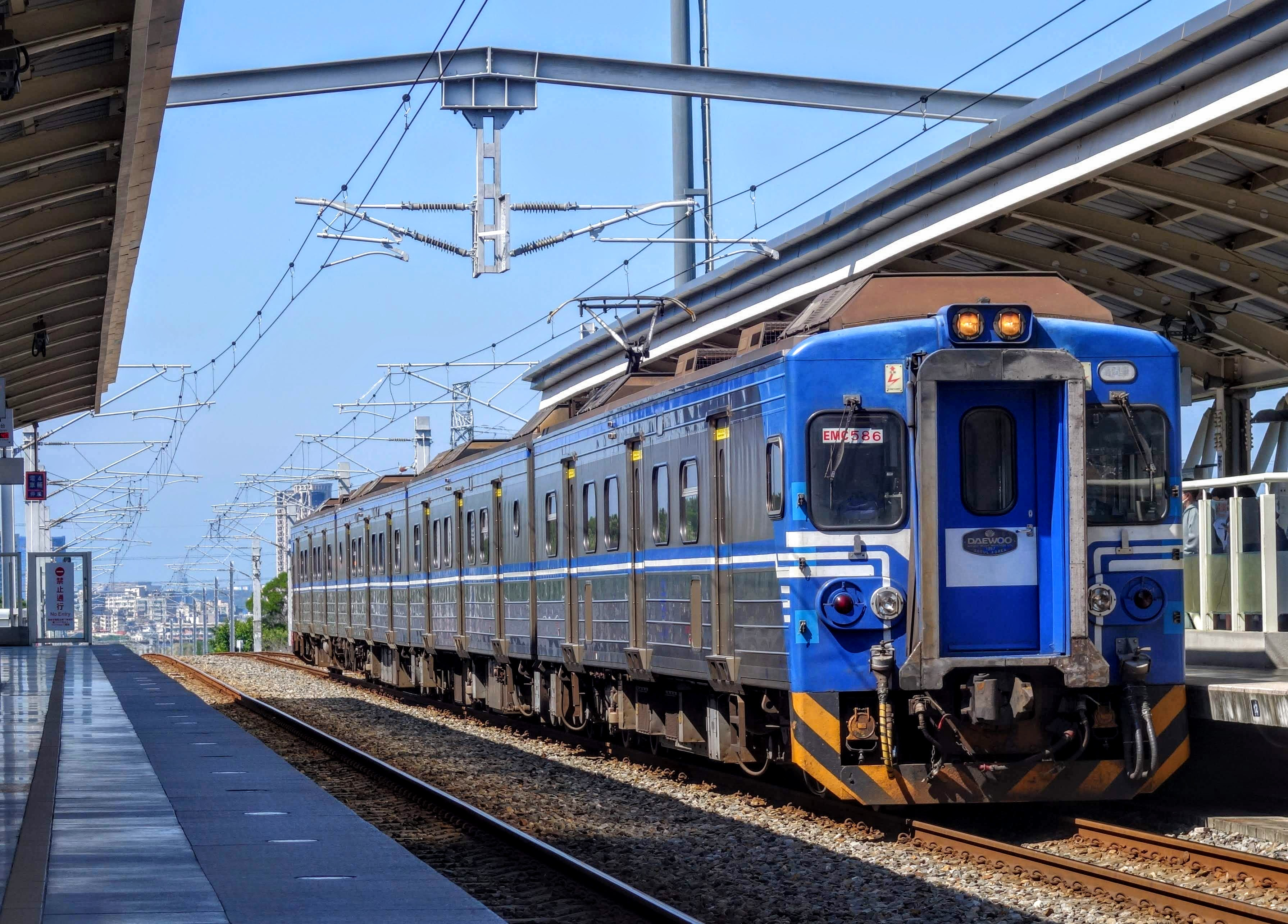
台鐵通勤電聯車為內灣線電氣化區間的主力車種（於新莊車站）

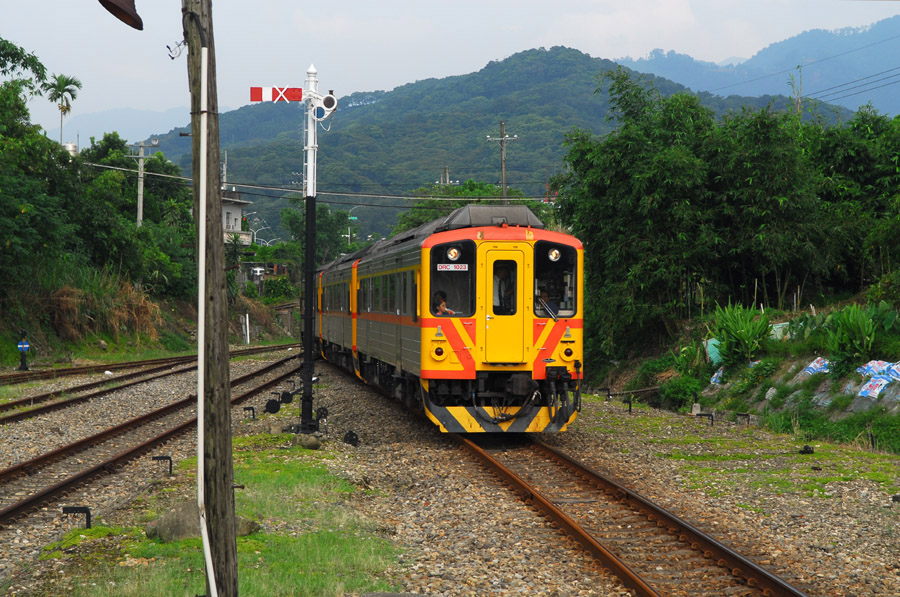
DR1000型柴油客車是台鐵非電氣化支線用車輛（於九讚頭車站）

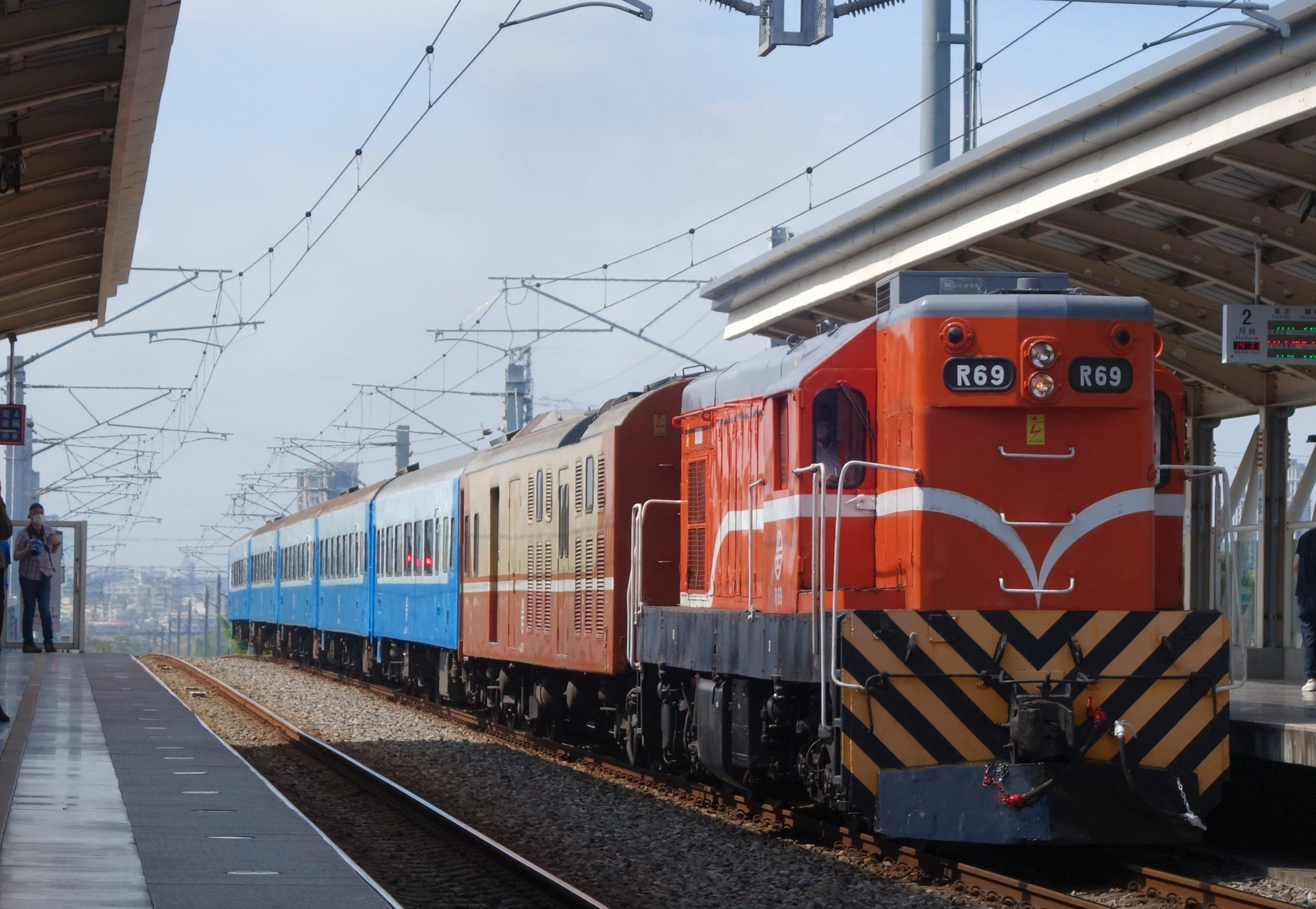
由柴電機車牽引的復興號列車行經內灣線新莊車站

  - 台鐵EMU500型電聯車：由於原行駛於本路線的EMU600型電聯車發生轉向架馬達座發現結構性龜裂需停用檢修，因此所有行駛於新竹~竹中~六家電氣化區間的區間車均改由配屬於彰化機務段的EMU500型電聯車代替行駛（與海線區間車共通運用）。[19][20]。
- 柴油客車
  - 台鐵DR1000型柴油客車：目前均使用配屬於彰化機務段的DR1001~DR1014、DR1017~DR1022號車廂及DSC1001外星人彩繪車廂行駛（由逢每週二、四行駛彰化~新竹經海線往返的1842C/1831C次迴送編組做內灣線列車編組使用）。DR1000型柴油客車行駛於內灣線的新竹－內灣之間。因45DR1000型車輛數不足及為維持竹中－內灣間服務水準，大多數班次為竹中－內灣間往返行駛，僅有部分時段的班次至新竹到開。目前平日編組為2節車廂行駛，假日編組會加掛至4節車廂。[21]
- 柴電機車
  - 台鐵R20型、R100型、R150型柴電機車：使用配屬於彰化機務段的R20型、R100型及R150型柴電機車擔任本路線不定期的貨運、客運列車或工程列車牽引本務。

### 以往使用車輛
- 電聯車
  - 台鐵EMU400型電聯車：當時因EMU700型配屬新竹機務段後原段內的EMU500型不再配屬該段，因此配屬新竹機務段的EMU600型故障或保養編組數量不足時，以同樣配屬新竹機務段的EMU400單組行駛新竹~竹中~六家的區間車。後來在2015年時由於EMU400型因車況不佳及老舊而停用，因此退出正班車運行。
  - 台鐵EMU600型電聯車：自2011年11月六家線通車後使用配屬於新竹機務段的EMU600編組行駛行駛新竹~竹中~六家的區間車。遇新竹機務段的EMU600型逢車輛檢修導致運用吃緊車輛不足，也有機會調用配屬於嘉義機務段的EMU600型支援代替行駛。不過自2023年8月24日起因EMU600型陸續發現轉向架馬達座出現結構性龜裂有影響行車安全之疑慮，因此全面退出運用停駛檢修。[22]

- 柴聯車
  - 台鐵DR2700型柴聯車：曾於1994年開始行駛於內灣線，目前已退出營運。
- 柴油客車
  - 台鐵DR2100~2400型柴油客車：在平溪線與集集線受惠於鐵道觀光搭乘旅次成長之後，因內灣線路線標準較高（柴電機車、鋼體客車、柴聯車均得駛入），將原本部分班次的柴油客車移往其他支線運用改以柴電機車牽引通勤客車之普通車行駛，在45DR1000型柴油客車抵台以前內灣線多以柴油客車和柴電機車牽引客車兩種形式的列車行駛。
  - 台鐵DR2510型柴油車: 由於DR2510型在設計上以標準20公尺的對號客車尺碼作為設計，因此該型車並無法進入其他集集、平溪等支線，內灣線成為其能夠行駛的支線，後來因車輛故障而退出。
- 客車
  - 普快車：於DR1000型柴油客車引進前，內灣線客運列車多為使用柴電機車牽引2~3節40TPK32200型通勤客車行駛。另外編組中也會使用對號客車混編，但與通勤客車一樣作為普快車之用。
  - 復興號：在2003年改點後逢周六、日開行松山－新竹 - 內灣的復興號直達列車及新竹~內灣的復興號，於2006年停駛。

## 車站列表
內灣線自北新竹站以北分歧後，向東一路至內灣。計14站

（註：車站等級：分為特等、一等、二等、三等、甲簡、乙簡、丙簡、簡易、招呼、號誌）
| 電氣化情形            | 車站名稱          | 車站名稱  | 編號 | 營業里程 新竹起 | 等級 | 管理站 | 續接／交會路線                                                                    | 備註   | 所在地                               | 所在地                                               | 所在地 |
| 電氣化情形            | 中文 （國音電碼） | 英譯      | 編號 | 營業里程 新竹起 | 等級 | 管理站 | 續接／交會路線                                                                    | 備註   | 所在地                               | 所在地                                               | 所在地 |
| --------------------- | ----------------- | --------- | ---- | --------------- | ---- | ------ | --------------------------------------------------------------------------------- | ------ | ------------------------------------ | ---------------------------------------------------- | ------ |
| 交流電化              |                   |           |      |                 |      |        |                                                                                   |        |                                      |                                                      |        |
| 新竹（ㄒㄣ）          | Hsinchu           | 1210      | 0.0  | 一等            | ---  |        | 內灣線起點（由第三月台到發）；可從本站轉乘縱貫線；六家線直通列車自本站發車        | 新竹市 | 東區                                 | 榮光里                                               |        |
| 新竹貨運站 （ㄒㄣㄏ） | Hsinchu Yard      | ---       | 1.2  | 貨運            | 新竹 |        | 貨運車站；六家線開通前與縱貫線的實際分歧點；內灣/六家線列車由貨運站西側之路線通過 | 新竹市 | 東區                                 | 東園里 / 三民里                                      |        |
| 北新竹                | North Hsinchu     | 1190      | 1.4  | 簡易            | 新竹 |        | 設於新竹貨站範圍內的通勤車站，和縱貫線的實際分歧點                                | 新竹市 | 東區                                 | 東園里 / 三民里                                      |        |
| 千甲                  | Qianjia           | 1191      | 3.6  | 簡易            | 新竹 |        | 啟用時原名「世博」，取其接近世博園區之意                                          | 新竹市 | 東區                                 | 水源里                                               |        |
| 新莊                  | Xinzhuang         | 1192      | 6.6  | 簡易            | 新竹 |        | 計畫名「關東」，啟用時原名「竹科」，是距離新竹科學園區最近的一站                  | 新竹市 | 東區                                 | 新莊里                                               |        |
| 竹中（ㄓㄨㄥ）        | Zhuzhong          | 1193      | 7.9  | 甲簡            | 竹東 |        | 六家線分歧點，由原本的地面站重新改建為高架站                                      | 新竹縣 | 竹東鎮                               | 頭重里                                               |        |
| 非電氣化              | 上員（ㄕㄤㄩ）    | Shangyuan | 1201 | 10.5            | 竹東 | 招呼   |                                                                                   | 新竹縣 | 竹東鎮                               | 1970年2月6日設立                                     | 二重里 |
| 非電氣化              | 榮華              | Ronghua   | 1202 | 15.0            | 竹東 | 招呼   |                                                                                   | 新竹縣 | 竹東鎮                               | 2001年11月24日設立                                   | 五豐里 |
| 非電氣化              | 竹東（ㄓㄉ）      | Zhudong   | 1203 | 16.6            | 二等 | ---    |                                                                                   | 新竹縣 | 竹東鎮                               | 本線第一大站，辦理列車交會，擁有支線少見的天橋設施。 | 雞林里 |
| 非電氣化              | 橫山（ㄏㄥ）      | Hengshan  | 1204 | 20.0            | 招呼 | 竹東   |                                                                                   | 新竹縣 | 1950年12月27日設立                   | 橫山鄉                                               | 橫山村 |
| 非電氣化              | 九讚頭 （ㄐㄗㄢ） | Jiuzantou | 1205 | 22.2            | 乙簡 | 竹東   |                                                                                   | 新竹縣 | 水泥業集散地，辦理列車交會。         | 橫山鄉                                               | 大肚村 |
| 非電氣化              | 合興（ㄏㄒ）      | Hexing    | 1206 | 24.4            | 招呼 | 竹東   |                                                                                   | 新竹縣 | 曾為折返式車站                       | 橫山鄉                                               | 力行村 |
| 非電氣化              | 富貴              | Fugui     | 1207 | 25.7            | 招呼 | 竹東   |                                                                                   | 新竹縣 | 舊名南河（ㄋㄏ），2003年10月10日改名 | 橫山鄉                                               | 力行村 |
| 非電氣化              | 內灣（ㄋㄟ）      | Neiwan    | 1208 | 27.9            | 乙簡 | 竹東   |                                                                                   | 新竹縣 | 內灣線終點；著名觀光勝地             | 橫山鄉                                               | 內灣村 |

註：部分近年更名或新設站無國音電碼

## 車站圖片

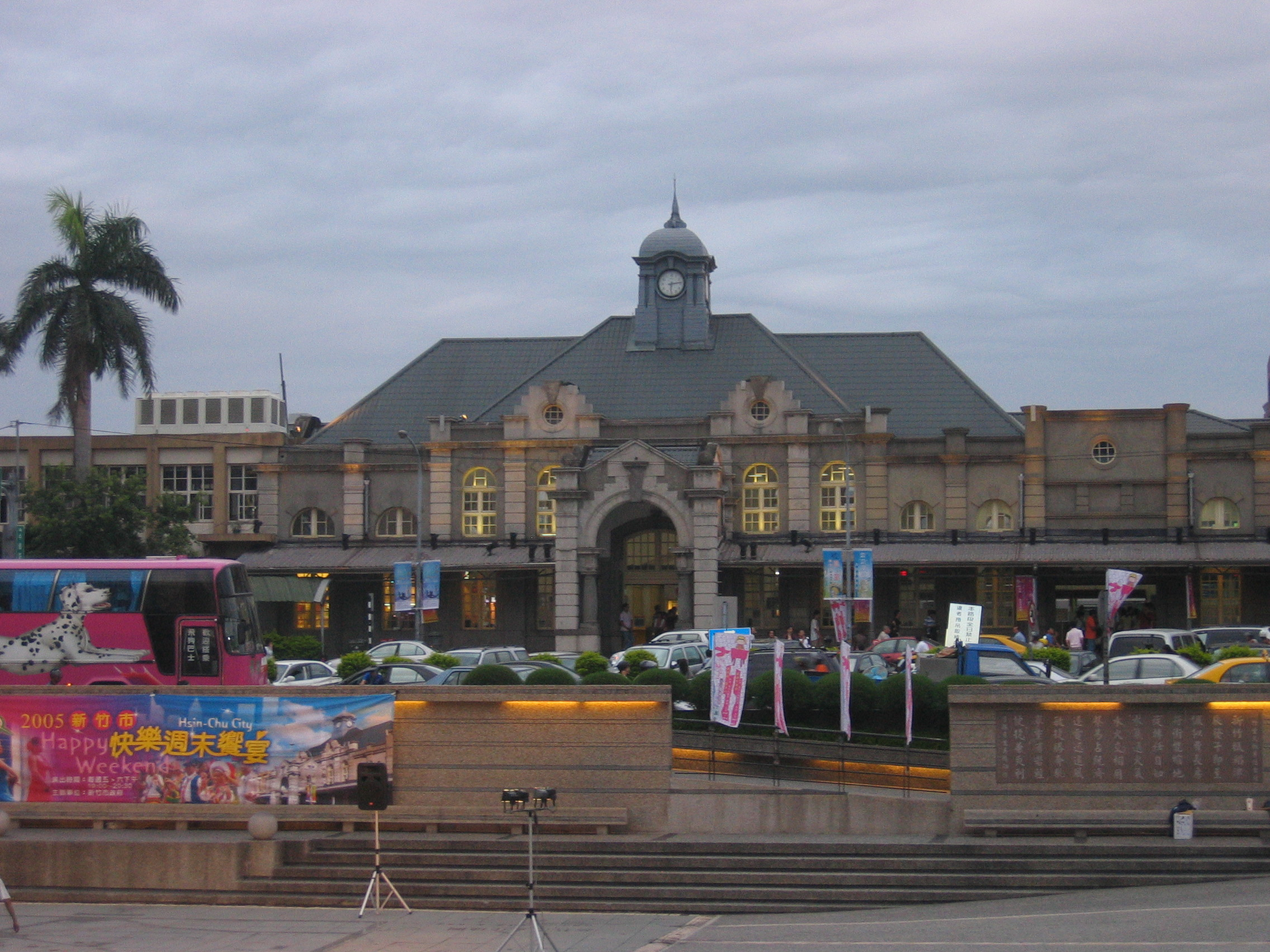
新竹車站
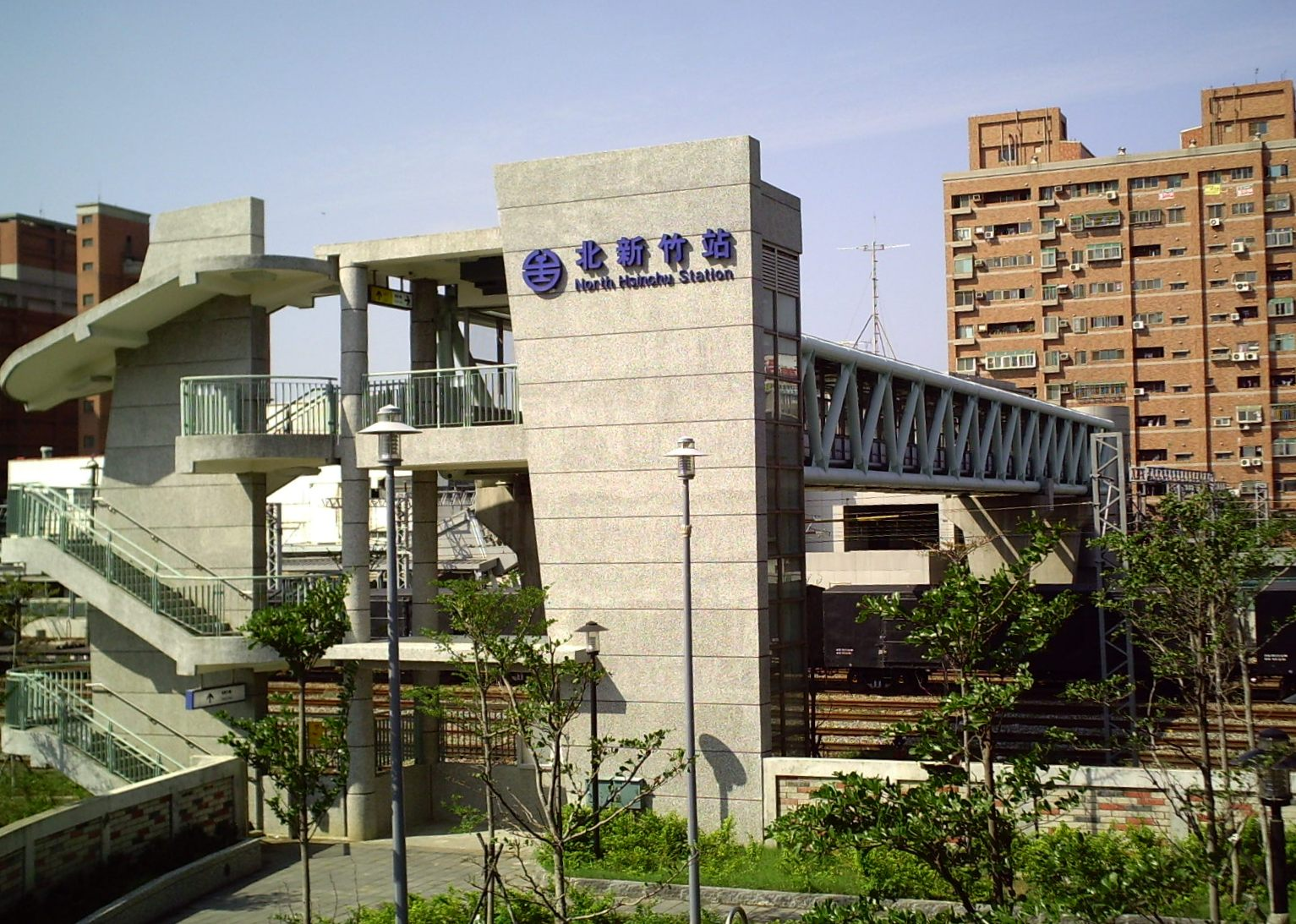
北新竹車站
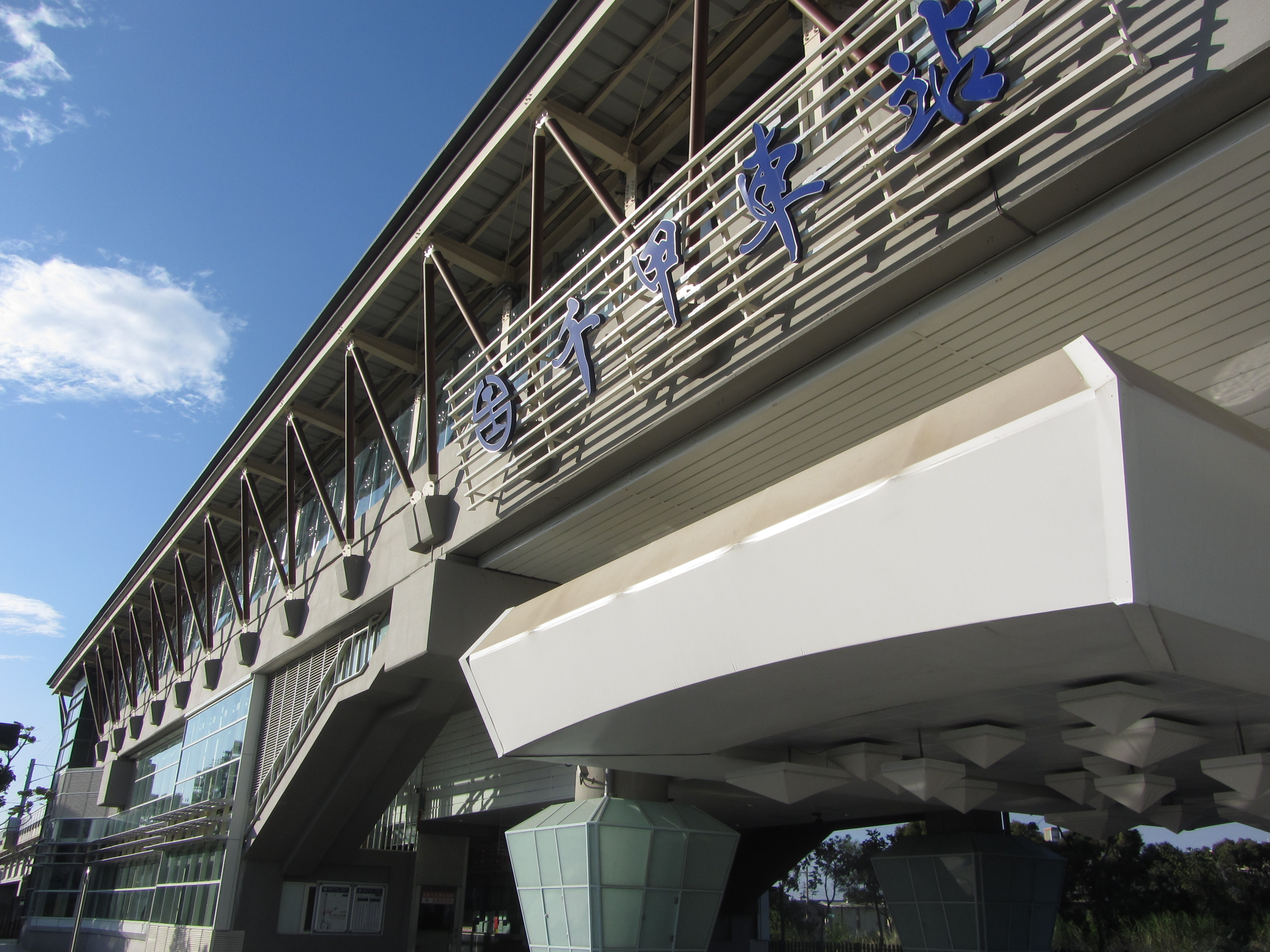
千甲車站
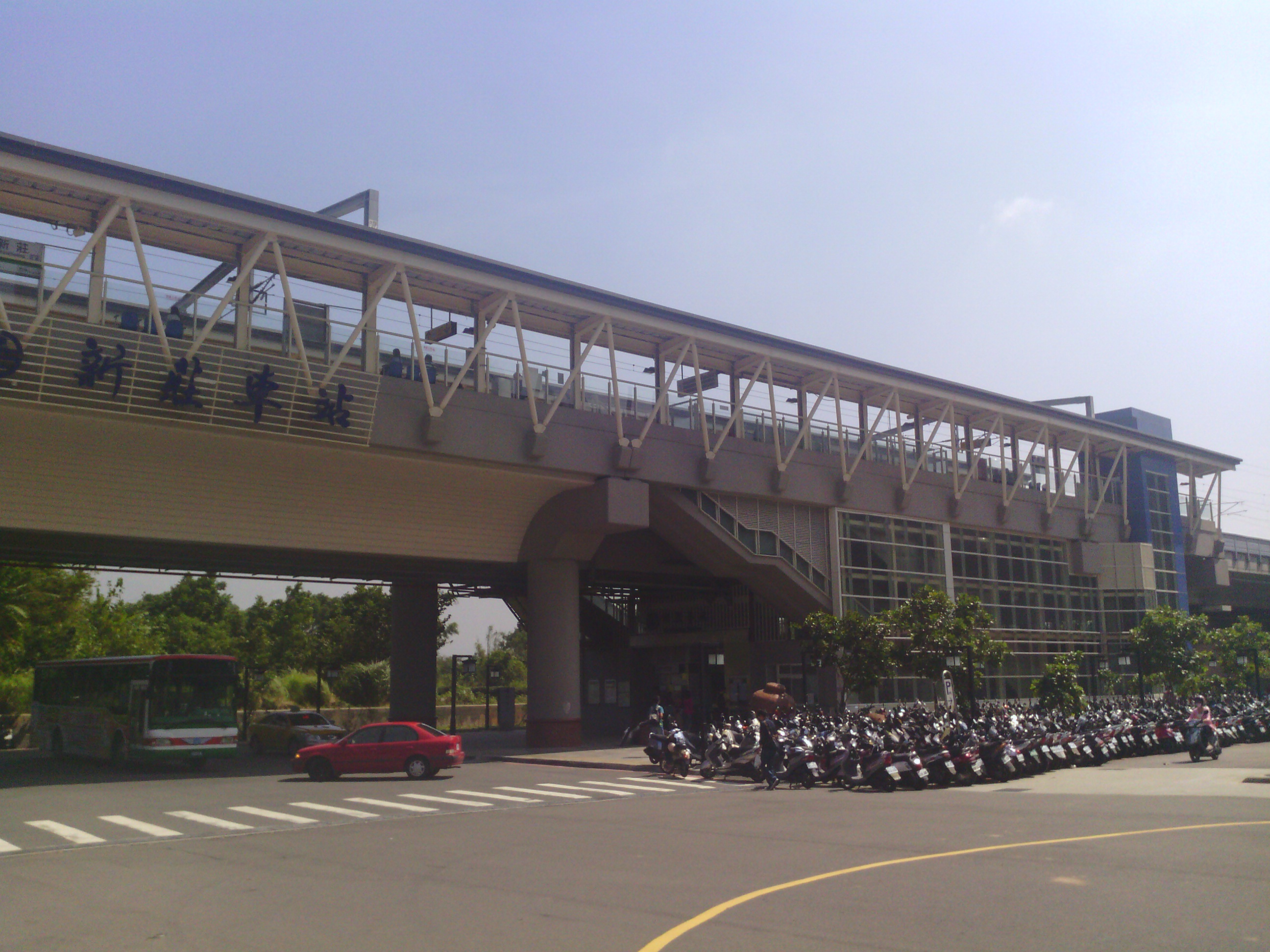
新莊車站
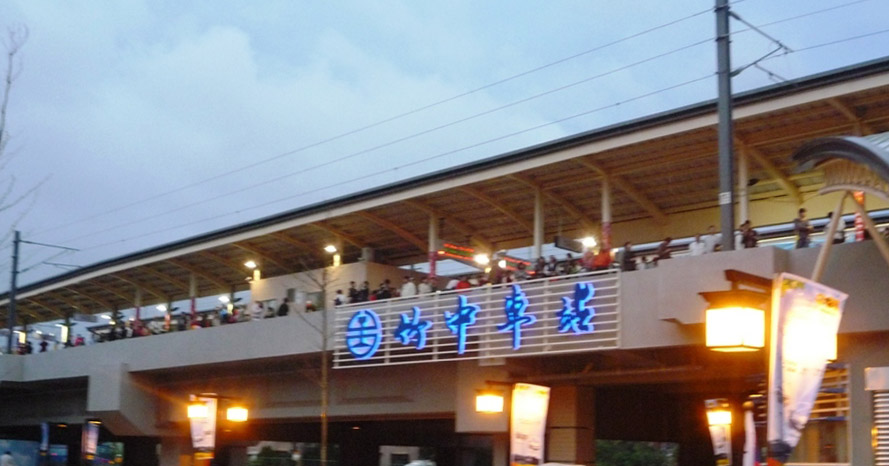
竹中車站
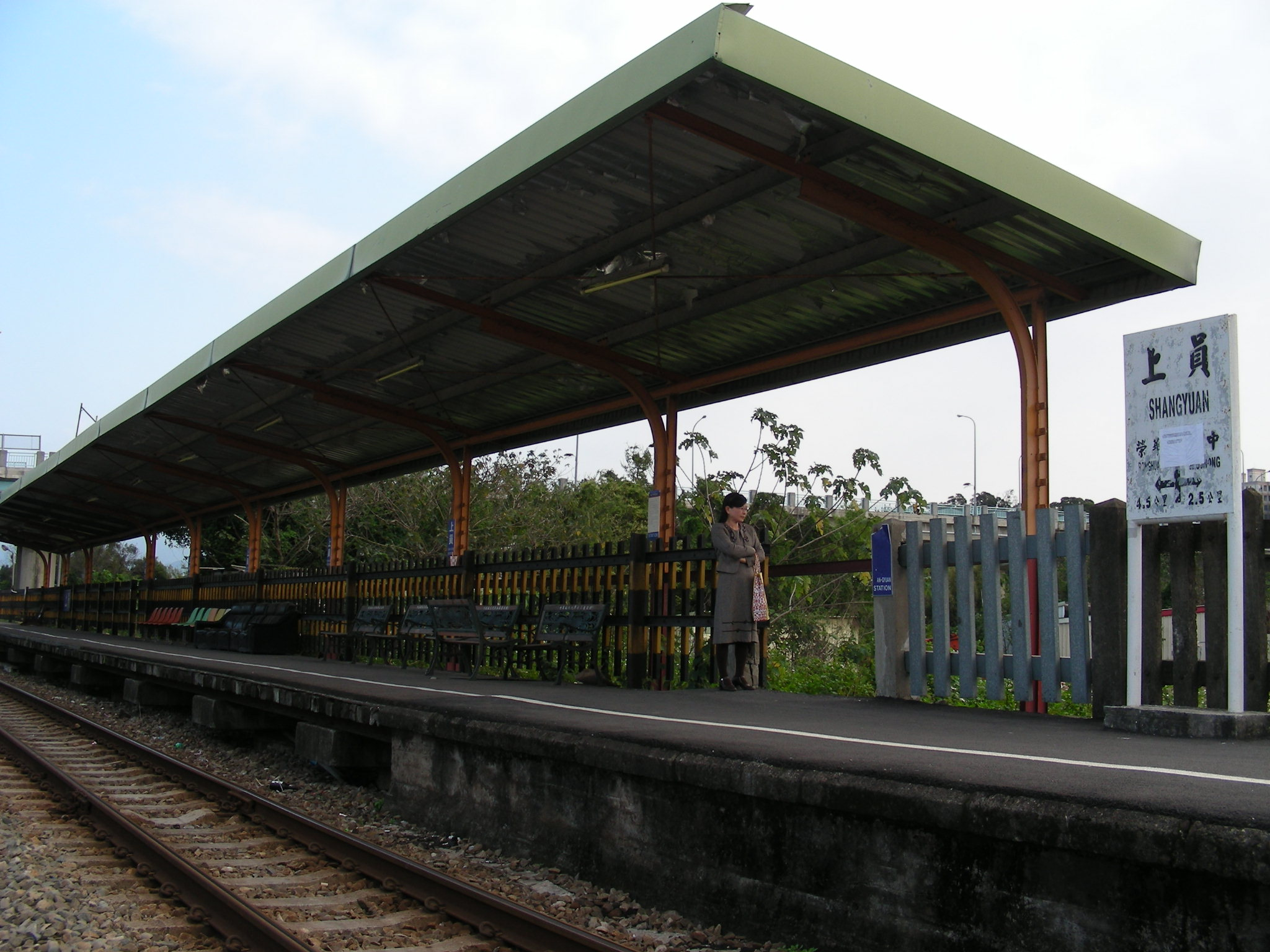
上員車站
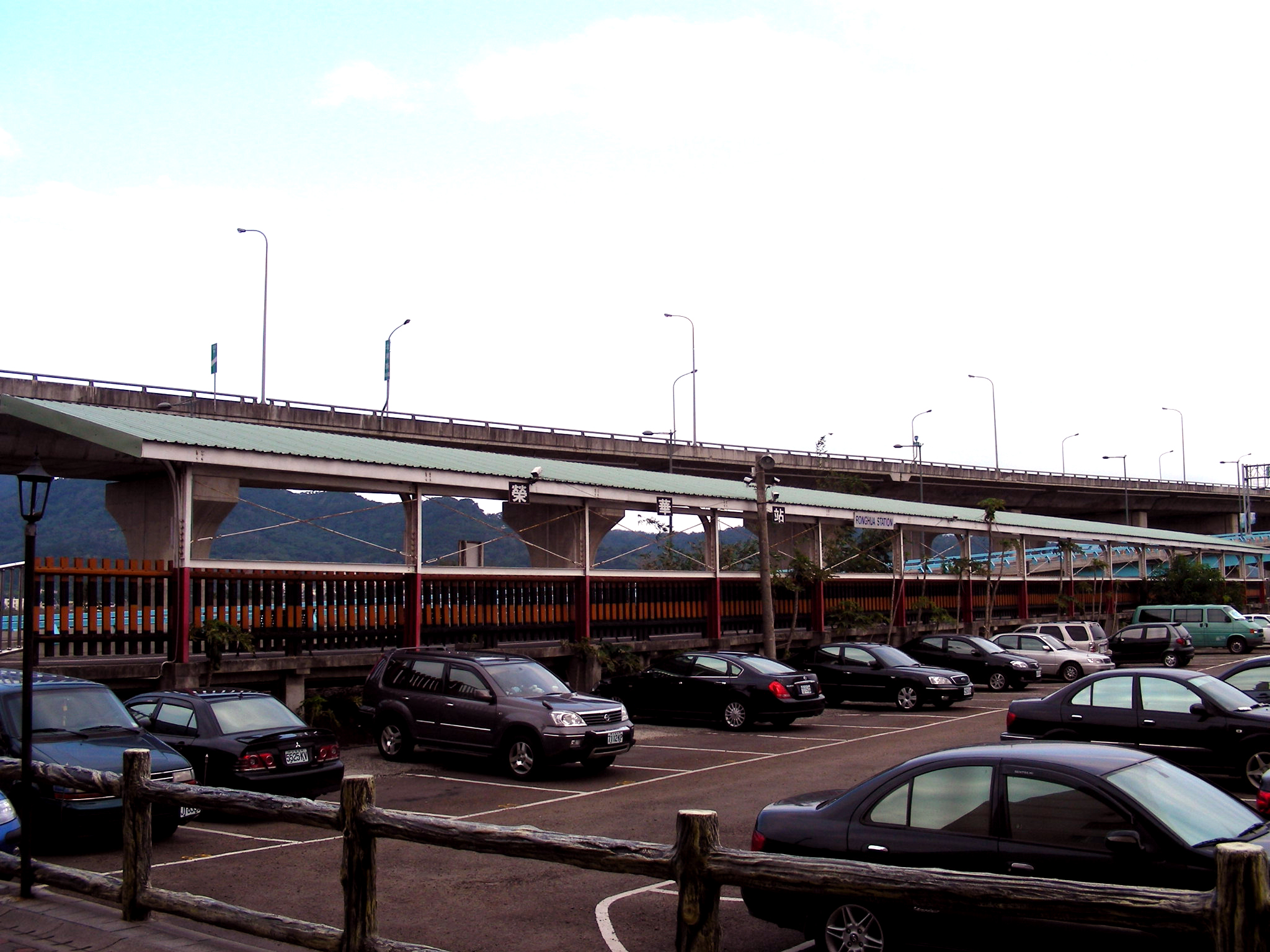
榮華車站
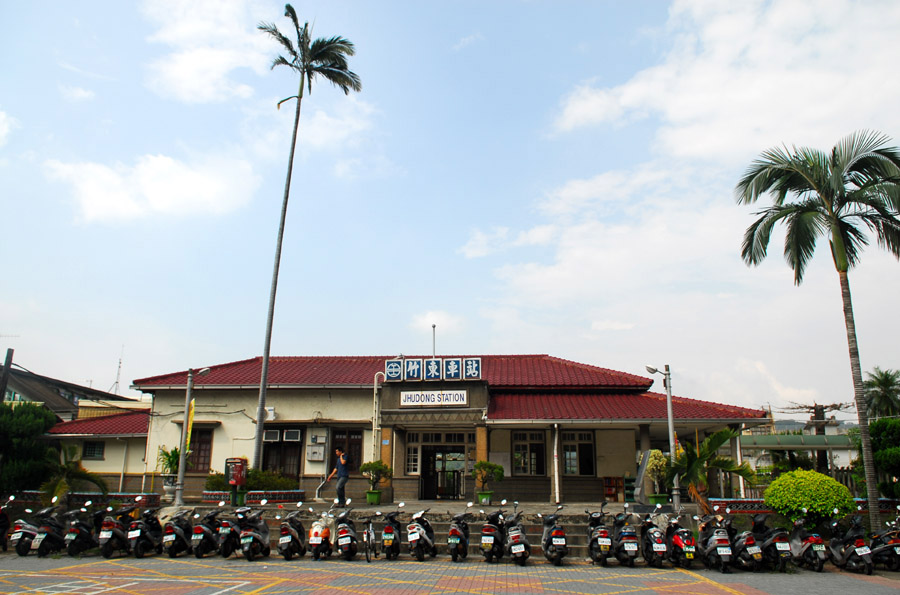
竹東車站
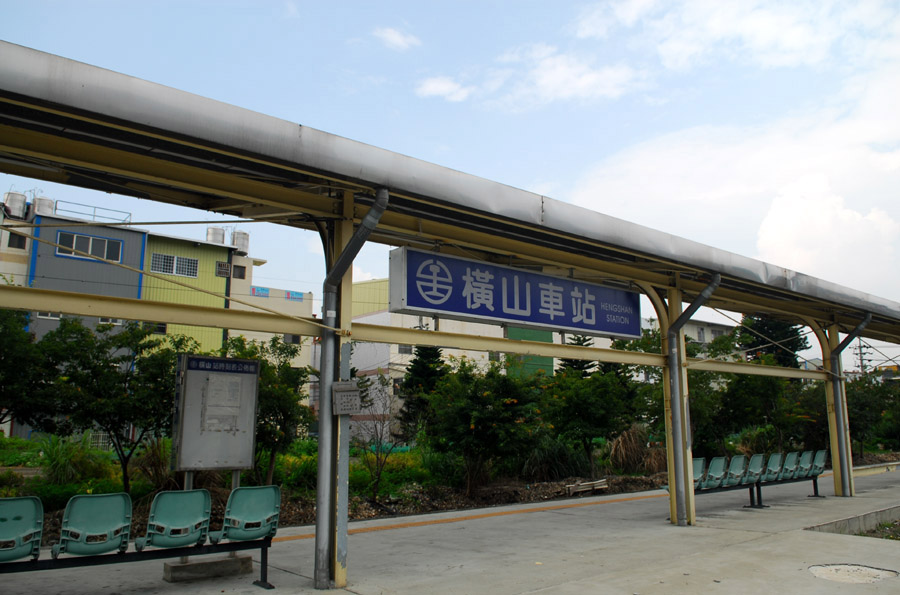
橫山車站
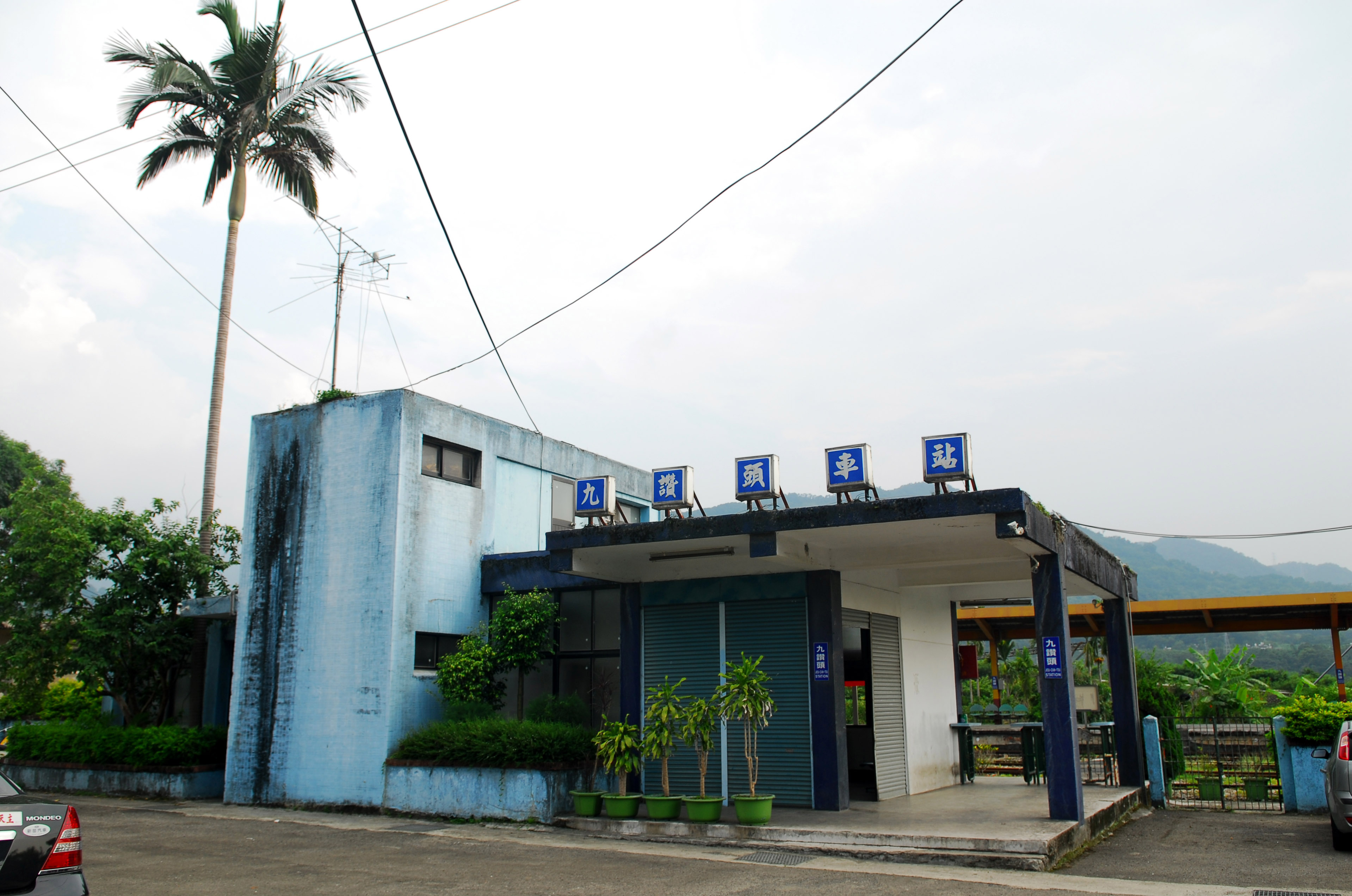
九讚頭車站
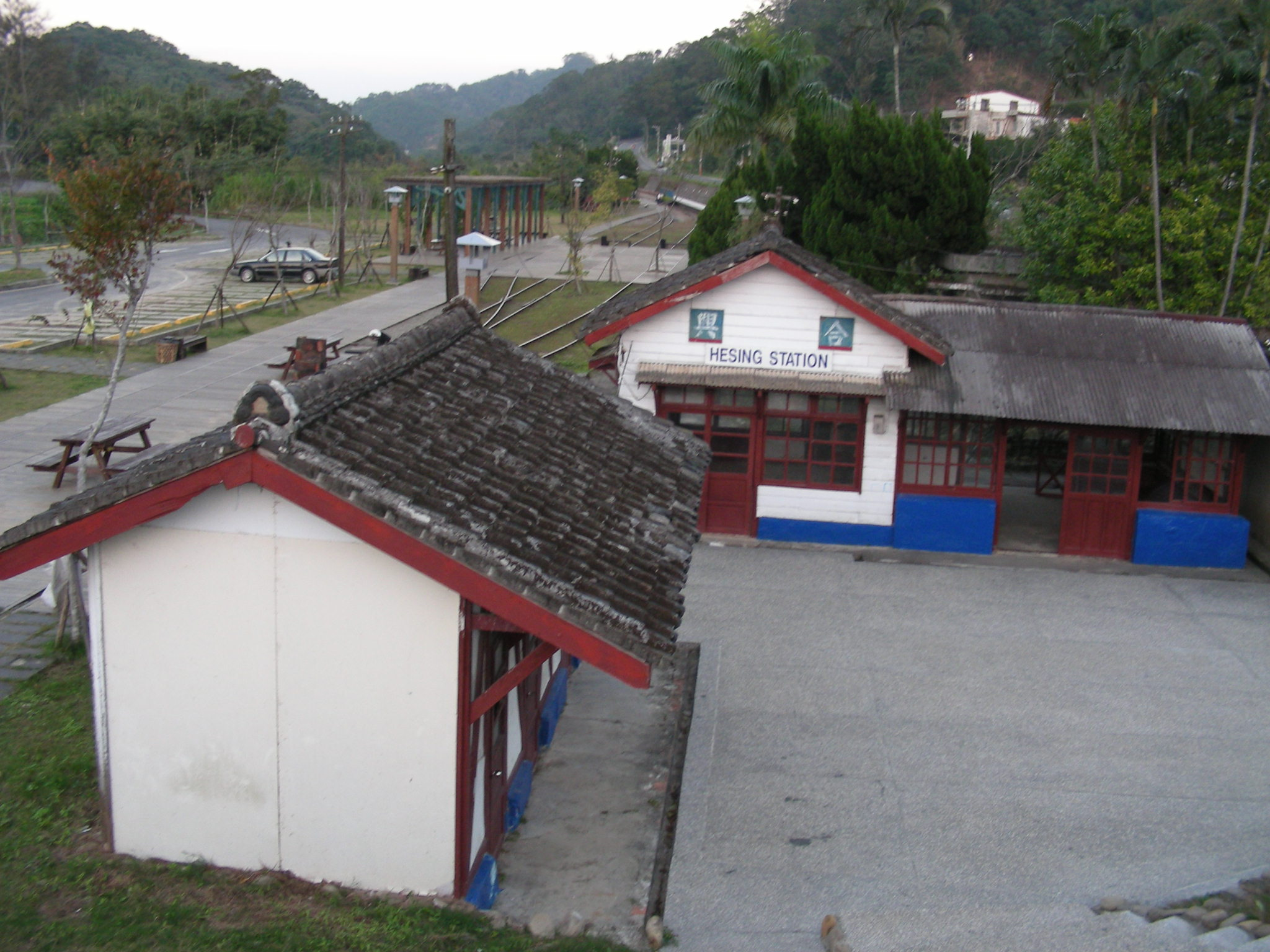
合興車站
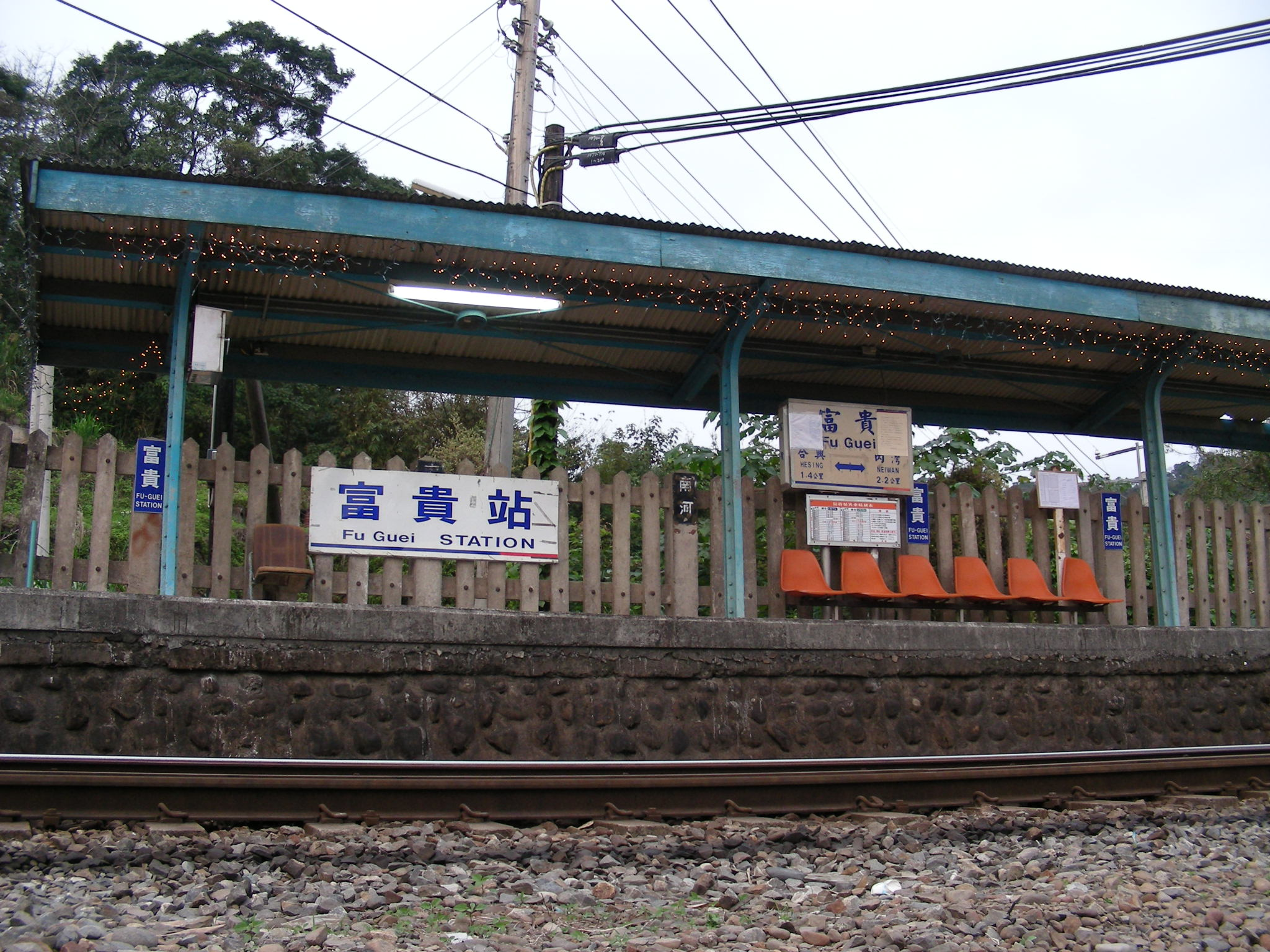
富貴車站
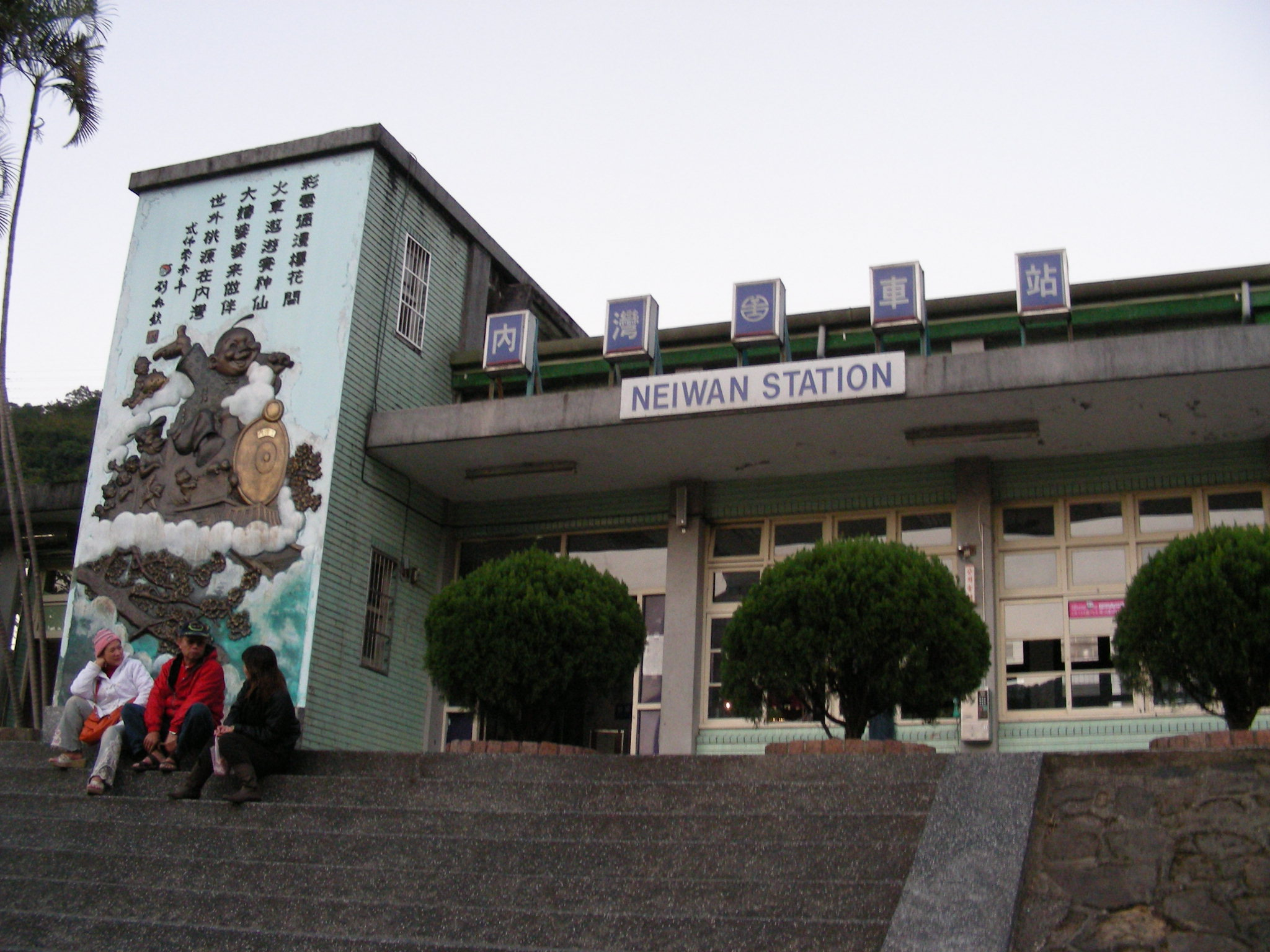
內灣車站

## 外部連結
- 交通部鐵道局 （页面存档备份，存于）
- 交通部臺灣鐵路管理局（页面存档备份，存于）
- 新竹客運（页面存档备份，存于）
- 內灣線 （页面存档备份，存于）